# 1979年邓小平访问美国、日本
1979年邓小平访问美国、日本指的是时任中共中央副主席、全国政协主席、国务院副总理的邓小平在1979年1月28日至2月8日对美利坚合众国和日本国进行的访问。这是中华人民共和国党和国家领导人首次访问美国，也是邓小平作为最高领导人期间唯一一次正式公开出访。

## 对美国的访问

### 背景
1972年2月21日至28日，应中国国务院总理周恩来邀请，时任美国总统尼克松访华，促成了两国关系的正常化。1978年12月16日，中华人民共和国与美利坚合众国政府发表了《中美建交公报》，宣布自1979年1月1日起建交。同时在1978年底，中国共产党召开中央工作会议和十一届三中全会，确立了改革开放的政策和邓小平在党内的领导核心地位。在这一背景下，邓小平以中国国务院副总理的身份接受时任美国总统吉米·卡特和夫人的邀请，偕夫人卓琳赴美访问。

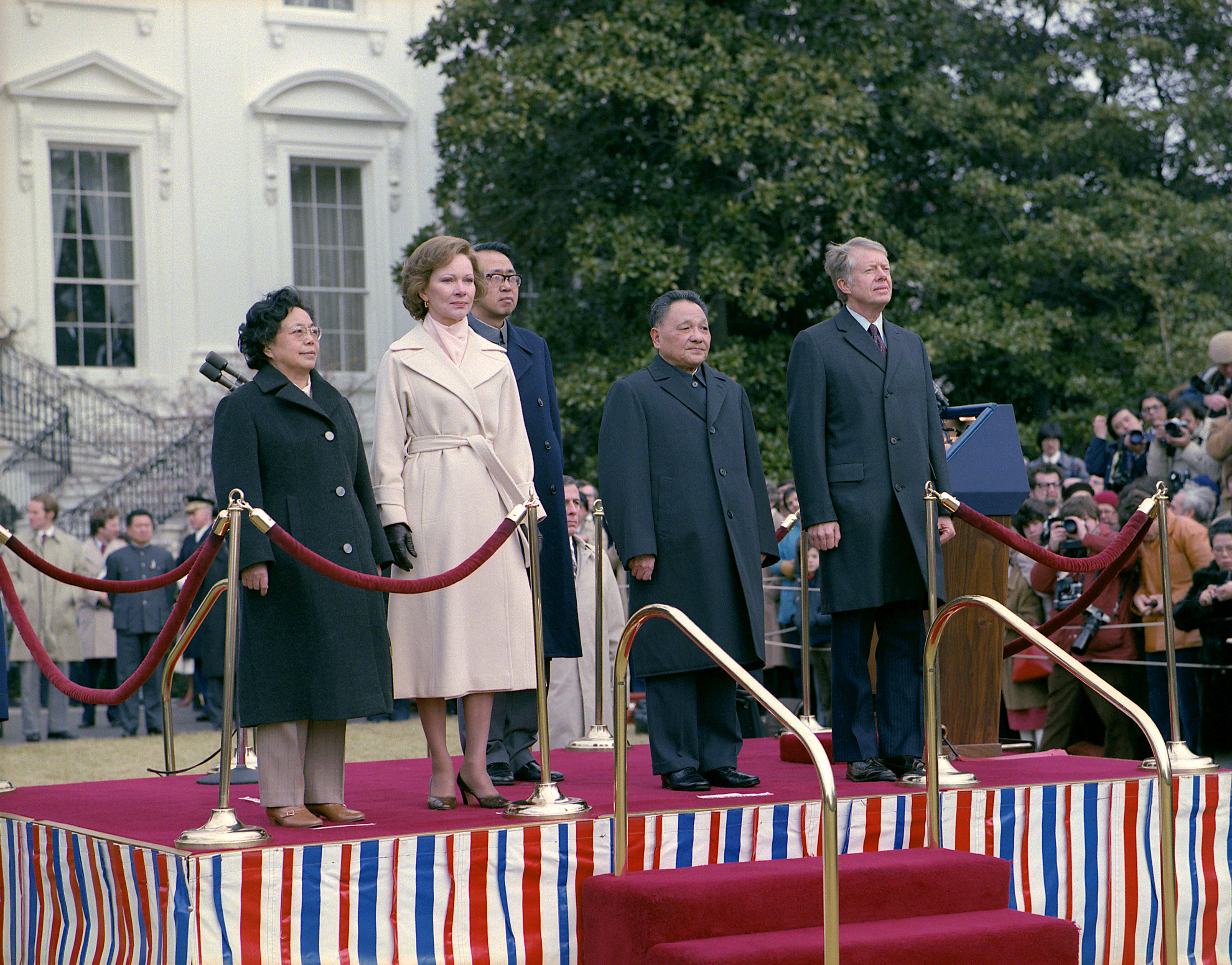
美国总统卡特为邓小平举行欢迎仪式（1979年1月29日）

### 行程

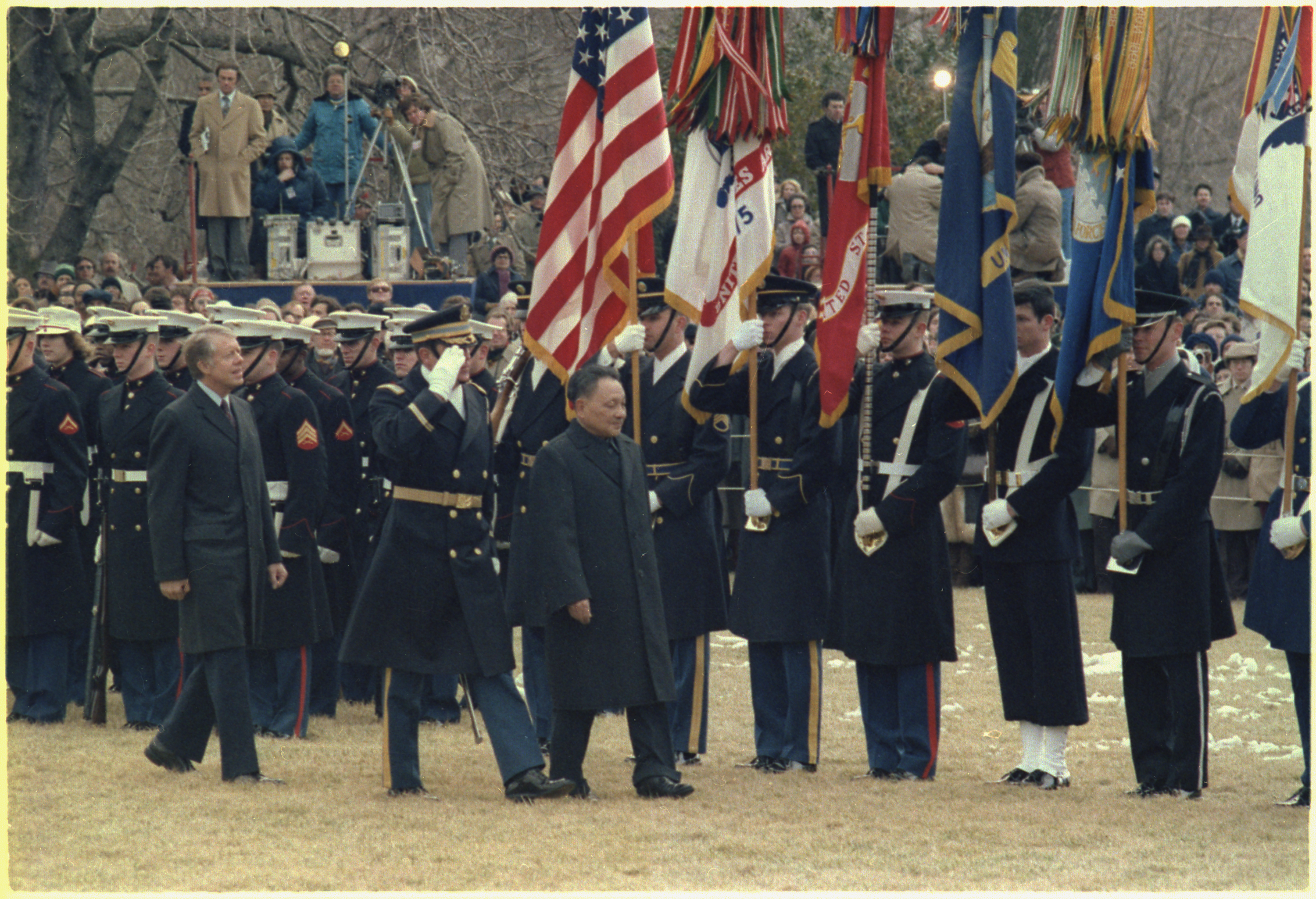
邓小平与卡特检阅仪仗队

卡特为邓小平举办国宴

1月28日，邓小平乘中国民航B-2406号波音707专机从北京出发:87，同行陪同人员有时任国务院副总理兼国家科学技术委员会主任方毅、外交部部长黄华等，飞机经停上海、安克雷奇后:667于当地时间28日抵达美国首都华盛顿安德鲁斯空军基地。
当地时间1月29日上午10时，卡特总统在白宫南草坪为邓小平副总理和中国访问团举行欢迎仪式。仪式以迎接政府首脑（总理）的规格进行，现场奏中美两国国歌、鸣礼炮19响，两位领导人检阅了三军仪仗队并分别致辞。在华盛顿期间，邓小平分别与卡特、副总统蒙代尔、国务卿万斯等美方领导人进行会晤或会谈，出席了卡特举行的欢迎晚宴、观看文艺演出，还拜访了美国国家航天局。
在华盛顿之外，邓小平在2月1日还访问了卡特总统的故乡亚特兰大，在当地参观了可口可樂總部及福特公司的一个汽车制造厂，並在2月1日舉行了千人午宴。邓小平还在休斯顿参访了林顿·约翰逊太空中心，前往西雅图参观了波音公司的飞机生产线。
2月5日，邓小平结束对美国的访问，从西雅图启程回国。

### 安保工作
邓小平对美国的访问是冷战期间中国大陆领导人首次正式访美，而时年1月1日美國與中華民國斷交，使得中方安全人员如履薄冰。时任罗瑞卿大将办公室秘书、后来担任中國公安部部长的陶驷驹亦是负责安全人员之一。陶在1993年對香港传媒說：「我曾經有一次擔任過出國的保護任務，隨國家領導人到某個外國，當時就有一個類似三合會的組織，他們就出了800人，出來保護我們國家的領導人……對於任何組織、任何社團，他要搞犯罪活動、搞殺人、放火、搶劫，這我們都堅決反對的……但是他也有改過從善的，他有辦好事的。」
法國國際廣播電台引述知情者，指邓小平访美虽由美国警方负责，但为保万全，中方事前与跟台湾有关连的竹联帮负责人联络，一是摸清当地黑社会人士没有受雇伤害邓小平，二是要求对方协助。承诺协助保安的黑社会人士，据闻动员八百人沿途保护。至于是否所有八百人均属竹联帮成员，法國國際廣播電台引述的知情者则不知。

## 对日本的访问
2月6日至8日，在结束访美行程之后的回国途中，邓小平在日本国东京停留两日，对日本国进行访问，这是邓小平继1978年10月以来第二次赴日。访问期间，邓小平与时任日本内阁总理大臣大平正芳举行会谈，并接受了大平正芳首相的宴请。